# Nāḩiyat Muzayrīb
Nāḩiyat Muzayrīb (arabiska: ناحية مزيريب) är ett subdistrikt i Syrien.   Det ligger i provinsen Dar'a, i den sydvästra delen av landet, 90 km söder om huvudstaden Damaskus.
Trakten runt Nāḩiyat Muzayrīb består till största delen av jordbruksmark. Runt Nāḩiyat Muzayrīb är det ganska tätbefolkat, med 214 invånare per kvadratkilometer.